# Данн, Майк
Майк Данн (англ. Mike Dunn) — английский профессиональный игрок в снукер. Входит в список официальных тренеров в WPBSA.

## Биография
Родился в Англии 20 ноября 1971 года в Мидлсбро в семье парикмахера. Ныне проживает в городке Редкар, Северный Йоркшир. Любит футбол и болеет за клуб «Мидлсбро».

## Достижения
- Чемпионат мира 1/16 финала — 2002
- Кубок Мальты 1/8 финала — 2005
- Чемпионат Бахрейна 1/8 финала — 2008